# Tasmantrix
Tasmantrix là một chi bướm đêm nguyên thủy, nhỏ, màu kim loại thuộc họ Micropterigidae.

## Các loài
- Tasmantrix calliplaca (Meyrick, 1922)
- Tasmantrix fragilis Gibbs, 2010
- Tasmantrix lunaris Gibbs, 2010
- Tasmantrix nigrocornis Gibbs, 2010
- Tasmantrix phalaros Gibbs, 2010
- Tasmantrix tasmaniensis Gibbs, 2010
- Tasmantrix thula Gibbs, 2010